# Società a responsabilità limitata a capitale ridotto
La società a responsabilità limitata a capitale ridotto (S.r.l.c.r.), nell'ordinamento italiano, è stato un tipo di società di capitali istituita col decreto legge n° 83/2012, la quale ha molti caratteri in comune con la società a responsabilità limitata semplificata, salvo che non gode delle agevolazioni notarili e fiscali previste per quel tipo di S.r.l., e inoltre, il suo atto costitutivo ha un contenuto ordinario (non standard) e l'amministrazione è affidata a una o più persone fisiche, anche diverse dai soci. 
E' stata abrogata nel 2013. 